# Bjarkarímur
Bjarkarímur är en isländsk rimacykel som består av sju fullständigt bevarade rimor samt en åttonde, av vilken endast början återstår. Hur många rimor som dikten ursprungligen har innehållit är okänt. Inte heller vet man något om författaren, som dock i första rimans inledning (mansöngr) omtalar sig själv som en gammal man. Rimorna är skrivna på tre- och fyrradiga versmått och brukar dateras till omkring år 1400.

## Rimornas handling
Det händelseförlopp som rimorna skildrar, motsvarar på ett ungefär innehållet i kapitlen 24–37 av Rolf krakes saga – det vill säga de avsnitt som kallas Bǫðvars þáttr och Hjalta þáttr. Handlingen avviker dock på åtskilliga ställen från sagan, och rimorna anknyter också till andra episoder i samma saga.
I första riman introduceras Vögg (Vǫggr) – den unge gosse som gav Rolf krake tillnamnet "krake". Därefter redovisas Bödvar Bjarkes härstamning, och vi får fram till fjärde riman följa honom och hans halvmänskliga bröder Frode älg (Fróði elgr) och Tore hund (Þórir hundr). Bjarke kommer sedan till kung Rolf i Danmark. På kungsgården i Lejre ger han sitt beskydd åt en utstött och svårt mobbad yngling som kallas Hött (Hǫttr). Samtidigt drabbas Lejre av en svår hemsökelse. I Rolf krakes saga rör det sig om ett bevingat monster, som varje jul angriper kungens hall, men i rimorna utspelar sig händelsen på sommaren och det rör sig inte bara om ett odjur utan om två: en hanne och en hona. Bjarke dräper det förskräckliga hon-djuret, en ylva, och tvingar Hött att dricka hennes blod. Hötts mod och styrka tillväxer då i sådan grad att han blir Bjarkes jämlike. Det blir sedan Hött som i femte riman dräper det andra odjuret: en gråbjörn som illa sargat kungens boskap. Hött får nu namnet Hjalte (Hjalti), efter svärdet Gullinhjalti som använts vid dråpet, och blir kungens hirdman.
Striden mot de två odjuren, som är Bjarkarímurs mest kända avsnitt, har alltid intresserat mytforskare på grund av dess tydliga koppling till Beowulfskvädet, där Grendels mor också tycks ha varit något slags ylva. Hon kallas seo brimwylf, "hon-vargen från vattnet".

## Rimadiktarens inspirationskälla
Rolf krakes saga i dess nuvarande form är inte mycket äldre än Bjarkarímur och påtagligt förvanskad. Sagan var dock från början en del av den stora Sköldungasagan som gick förlorad i Köpenhamns brand år 1728. En latinsk summering av denna saga, skriven av Arngrímur Jónsson, finns dock kvar. Som Finnur Jónsson var den förste att påvisa överensstämmer Bjarkarímur betydligt bättre med Sköldungasagan enligt Arngrímur än med Rolf krakes saga, och förklarar också på ett trovärdigare sätt sköldungarnas och ynglingarnas släktrelationer och inbördes strider. Slutsatsen blir att det måste vara den nu förlorade Sköldungasagan som har varit rimadiktarens källa. Därmed kan rimorna också på flera punkter komplettera Arngrímur, vars version av Sköldungasagan har många uteslutningar. Det gäller exempelvis sveakungen Adils söner, varom sjätte riman handlar, samt svearnas gamla kungaklenod Sveagris (Svíagríss), som Arngrímur nästan helt förbigår, men som har omtalats i Sköldungasagan och som sjunde riman låter oss följa genom flera led till dess att den hamnar i drottning Yrsas händer. I sista riman omtalas slaget på Vänerns is och kung Rolf förbereder i rimans sista bevarade strof (VIII:28) sin färd till Uppsala. Men här avbryts berättelsen och slutet saknas.

## Handskrifterna
Bjarkarímur har bevarats i Stockholmsmembranet nr 22, 4°, som innehåller rimorna I–VIII:20. Rimorna finns också i pappershandskriften AM 146a, 8°, som numera endast har I–III:2, samt i en tidig avskrift av denna handskrift gjord då den var mer fullständig, vilken finns i Ny kongelig samling 1135 fol., innehållande rimorna I–VIII:28.